# Assedio di Temesvár (1552)
L’Assedio di Temesvár fu un conflitto militare tra la Monarchia asburgica e l'Impero ottomano avvenuto nel 1552. L'assedio diede come risultato una decisiva vittoria ottomana e Temesvár passò sotto il controllo ottomano per i successivi 164 anni.

## Antefatto
Dopo la Battaglia di Mohács del 1526, il regno ungherese venne diviso in due parti. La parte ovest del paese passò sotto il controllo di Ferdinando I della casata degli Asburgo, mentre la parte est passò sotto il controllo di Jan Zápolya, un nobile ungherese. Zápolya chiese aiuto a Solimano il Magnifico, sultano ottomano, contro le mire di Ferdinando. Dopo la morte di Jan nel 1540, questi venne succeduto da suo figlio di appena un mese, Ivan Zigmund Zápolya. Ferdinando nel 1541 tentò di prendere Buda, la capitale del regno, ma venne sconfitto dall'esercito di Solimano. Il sultano ottomano occupò Buda dopo la vittoria ed inviò il giovane re ungherese alla sua corte di Lippa (attuale Lipova in Romania); nel 1542 enne spostato a Gyulafehérvár (attuale Alba Iulia, in Romania), che poi divenne la capitale del Principato di Transilvania.
Anche dopo quanto accaduto, Ferdinando non si arrese all'idea di unificare il regno ungherese sotto il suo dominio. Con l'aiuto di Giorgio Martinuzzi, la parte orientale del paese nel 1550 passò sotto il governo degli Asburgo il che portò ad un nuovo attacco degli ottomani all'Ungheria.
Nel 1552 due armate ottomane attraversarono il confine col regno ungherese. Una di queste, guidata da Hadim Ali Pasha, iniziò una campagna contro la parte occidentale e centrale del paese mentre la seconda armata, guidata da Kara Ahmed Pasha, attaccò le fortezze della regione del Banato.

## L'assedio
Nell'estate del 1552, gli ottomani giunsero a Timișoara (Temesvár in ungherese), la città più importante della regione del Banato. Gli ottomani erano circa 30 000 mentre i difensori erano appena 1900 di cui 700 erano semplici mercanti e non soldati di professione.
L'artiglieria ottomana iniziò a distruggere le mura il 27 giugno e quindi la fanteria ottomana le assaltò il 3 luglio ed il 6 luglio nuovamente, ma senza successo. Con la battaglia in corso, un'armata ungherese guidata da Mihály Tóth tentò di liberare la città dall'assedio, ma questi uomini vennero sconfitti nella battaglia di Szentandrás (attuale Sânandrei, Romania).

## Conseguenze
Dopo la cattura di Timișoara, il sultano stabilì la fondazione dell'Eyalet di Temeșvar che era composto da quattro sangiaccati. Timișoara rimase sotto il controllo ottomano sino al Trattato di Karlowitz e venne ripresa dalle forze cristiane solo nel 1717.